# Ali Al-Abdali
Ali Al-Abdali (in arabo علي العبدلي‎?; 1º luglio 1979) è un ex calciatore saudita, di ruolo difensore.

## Carriera

### Club
Ha giocato per tutta la carriera nel campionato saudita.

### Nazionale
Con la maglia della Nazionale ha preso parte alla Coppa d'Asia nel 2004.